# Dunhevedia setigera
Dunhevedia setigera är en kräftdjursart som först beskrevs av Birge 1877.  Dunhevedia setigera ingår i släktet Dunhevedia och familjen Chydoridae. Inga underarter finns listade i Catalogue of Life.